# Fran Martins
Francisco Martins, ou Fran Martins, como é mais conhecido, (Iguatu (Ceará), 13 de junho de 1913 - Fortaleza, 29 de junho de 1996), foi um advogado, jurista e escritor brasileiro, membro da Academia Cearense de Letras.

## Biografia
Seu nome civil era Francisco Martins, mas, seguindo o exemplo do escritor português Fran Paxeco, o prof. Antônio Martins Filho, que era seu irmão, lhe sugeriu encurtar o prenome. Filho de Antônio Martins de Jesus e Antônia Leite Martins. Estudou no Ginásio do Crato, Liceu Maranhense e Colégio Cearense. Ingressou na Faculdade de Medicina de Pernambuco, onde não teve condições econômicas para manter-se, pelo que retornou ao Ceará e fez o curso da Faculdade de Direito, bacharelando-se em 1937. Participou desde os tempos de estudante da vida associativa e cultural, tendo sido um dos idealizadores e fundadores do Grupo Clã. Jornalista, exerceu funções de Redator dos jornais “A Esquerda”, “Pátria Nova”, “A Nação”, “A Rua” e “O Estado” e colaborou em inúmeras revistas e periódicos da Amazônia, do Norte, Rio de Janeiro e São Paulo. Romancista, contista e jurista de nomeada.
Foi Professor de Direito Comercial da Faculdade de Direito da Universidade Federal do Ceará. Catedrático da Faculdade de Ciências Econômicas do Ceará. Suas obras contribuíram significativamente para a construção do Direito Comercial, inclusive antecipando os muitos problemas – e soluções – para questões envolvendo cartão de crédito. 
Na qualidade de cientista do Direito, ultrapassou barreiras e fixou as balizas de perspectivas futuras, atemporais, com o determinismo de uma memória do Direito comercial brasileiro. Embora seja um jurista conhecido por suas ideias precisas e claras, Fran Martins é autor de expressividade literária, incluindo crônicas, novelas e contos.
Membro do Instituto do Ceará, da Academia Cearense de Letras (cadeira n° 5, patrono: Pápi Júnior), da Associação Cearense de Escritores, da Associação Cearense de Imprensa e outras. Foi também fundador do Grupo Clã, um movimento literário modernista da década de 1940.

## O Grupo Clã
O "Clã é Fran". Assim resumia Artur Eduardo Benevides, escritor e ex-presidente da Academia Cearense de Letras (ACL), falando da importância de Fran Martins para a criação e a perseverança por mais de 40 anos do Grupo Clã, iniciativa que consolidou o Modernismo no Ceará.
Antes do que uma troca de gentilezas entre companheiros de ofício, a fala do acadêmico, falecido no ano passado, indica a relevância da atuação de Fran Martins para a literatura no Estado. Nome amplamente estudado e de destaque até os dias de hoje na área jurídica, ele ganha, a partir de hoje, exposição na Biblioteca Dolor Barreira, onde sua produção literária será revisitada para a apreciação de velhos e novos leitores.
Como forma de estimular a criação literária no Estado, Fran, ao lado de outros companheiros de Letras, fundou, em 1948, o Clube de Literatura e Arte Moderna (CLAM), cuja sonoridade da sigla perseverou como nome oficial. "O Clã não tinha como objetivo se tornar um movimento formal de escritores. Era antes um momento em que os integrantes se reuniam principalmente na casa de Fran para trocar ideias, produzir e escrever".
Na época da fundação do grupo, Fran Martins presidia a seção cearense da Associação Brasileira de Escritores. Foram publicadas 29 revistas, com um volume médio de 120 páginas. Anterior à criação do grupo, houve, em 1946, a tiragem de um exemplar de menor volume pelas edições Clã. A este número convencionou-se chamar de zero, totalizando, assim, 30 edições. A última delas, em 1988, era dedicada aos seis anos de morte do cronista Milton Dias, também integrante do Clã. Previa-se uma edição especial para o número seguinte, dedicada a Otacílio Colares e Raimundo Girão, mas ela nunca saiu.

## Obras

### Literatura
- Manipueira - Contos do Juazeiro de Padre Cícero, (1934),
- Ponta de Rua, (1937),[19]
- Poço dos Paus, (1938),
- Mundo Perdido, (1940),[20]
- Estrela do Pastor, (1942),[21]
- Noite Feliz, (1946),
- Mar Oceano, (1948),[22]
- Amigo de Infância, (1959),[23]
- O Cruzeiro Tem Cinco Estrelas, (1950),[24]
- A Rua e o Mundo, (1962),[25]
- Dois de Ouros, (1966),[26]
- A Análise, (1989),[27]
- Pireu Ida e Volta e Outras Crônicas, (1964),
- Nós Somos Jovens, (1997),

### Direito Comercial
- Das Sociedades por Quotas no Direito Brasileiro, (1955),
- Das Sociedades de Responsabilidade Limitada no Direito Estrangeiro, (1956),
- Curso de Direito Comercial, (1957),[28][29]
- Cartões de Crédito: Natureza Jurídica, (1976),[30]
- Letra de câmbio e nota promissória segundo a lei uniforme, (1977),[31]
- Comentários à lei das sociedades anônimas: Artigos 1 a 105, (1982),[32]
- Títulos de Crédito, (1983),[33][34][35]
- Novos estudos de direito societário: (sociedades anônimas e sociedades por quotas), (1988),[36]
- Contratos e Obrigações Comerciais, (2018),[37][38][39]

## Homenagens
- A Sociedade Acadêmica Fran Martins homenageia o escritor,[40]
- O Centro Acadêmico da FAECE homenageia o escritor,[41]
- Uma exposição recorda Fran Martins, sua obra e seu legado,[42]
- A escritora Ângela Barros Leal escreveu uma biografia do jurista,[17]
- Em Fortaleza, uma praça pública foi nomeada em homenagem ao escritor,[43]
- Recebeu o Prêmio Prefeitura Municipal de Fortaleza.
- A Academia Cearense de Letras concede o Prêmio Fran Martins,[44]